# Antonio Zanoletti
Antonio Zanoletti (Borgo San Giacomo, 18 febbraio 1949 – Milano, 7 luglio 2023) è stato un attore e regista teatrale italiano.

## Biografia
Il debutto sul palcoscenico di Antonio Zanoletti avvenne nel 1979, sotto la direzione di Giorgio Strehler al Piccolo Teatro di Milano nella pièce El nost Milan di Carlo Bertolazzi. In questi anni diede vita a una collaborazione con la Piccola Compagnia del Teatrino della Villa Reale di Monza, dove prese parte ad allestimenti e opere di Federico García Lorca, Bertold Brecht ed Eugène Ionesco.
Interpretando ruoli primari si ritrovò in compagnie teatrali, stabili e private, con Paola Borboni, Franco Parenti, Lucilla Morlacchi, Ernesto Calindri, Piera Degli Esposti, Giulia Lazzarini, Giancarlo Dettori, Franca Nuti, Warner Bentivegna e Andrea Jonasson.
Fu diretto da Luigi Squarzina, Fabio Battistini, Antonio Calenda, Mario Morini, Lamberto Puggelli, Enrico D'Amato, Carlo Battistoni, Luca Barbareschi, Andrée Ruth Shammah, Mauro Avogadro e Luca Ronconi.
Interpretò opere di Simone Weil, William Shakespeare, Carlo Emilio Gadda, Alessandro Baricco, Euripide, Vladimir Nabokov, Ford, Niccolò Machiavelli, Vittorio Alfieri, Alessandro Manzoni, Carlo Goldoni, Luigi Pirandello, Thomas Stearns Eliot, Molière, Eschilo, John Steinbeck, Ruzante, Paul Claudel, Georges Bernanos, Mario Luzi, Czesław Miłosz, Fëdor Dostoevskij, Giovanni Testori e Henrik Ibsen.
Calcò le scene nei Teatri Stabili di Milano, Roma, Torino, Firenze, Napoli, e in teatri privati: Teatro Manzoni di Milano, Teatro Carcano, Teatro Pierlombardo-Parenti, Teatro delle Arti di Roma, Teatro degli Incamminati, Teatro Nuovo, Teatro Aut-Off.
Al teatro Alla Scala di Milano, nel rapporto musica-parola fu in Aminta di Torquato Tasso, Il Conte di Carmagnola di Alessandro Manzoni, Oreste di Vittorio Alfieri, I Dialoghi delle Carmelitane musicate da Francis Poulenc e curate da Luca Ronconi.
All'Opera di Roma fu  in Arlesiana di Georges Bizet a cura di Mauro Avogadro.
Al Teatro Greco di Siracusa partecipò al Prometeo di Eschilo con Roberto Herlitzka, regia di Antonio Calenda.
Si cimentò in Eracle di Euripide, regia di Luca de Fusco e fu protagonista a Paestum in Trachinie di Sofocle, con Micaela Esdra, regia di Walter Pagliaro.
Al Teatro Stabile di Torino recitò nel Benessere di Brusati e fu il Dottor Wangel ne La donna del mare di Ibsen, con Elisabetta Pozzi, regia di Mauro Avogadro e a Milano in Spettri nel ruolo del Pastore Manders di Ibsen con la regia di Lorenzo Loris.
Prese parte agli allestimenti di Luca Ronconi prima a Roma, Teatro Argentina e poi a Milano, al Piccolo teatro in Venezia, Venezia salva di Simone Weil, Re Lear di William Shakespeare, Quer pasticciaccio brutto de via Merulana di Gadda, Davila Roa di Alessandro Baricco, Medea di Euripide, Lolita di Nabokov, Le Baccanti di Euripide, Peccato che fosse puttana! di Ford.
Lavorò con Franco Branciaroli in The Cocktail Party di Thomas Stearns Eliot, Riccardo III di William Shakespeare nel ruolo di Buckingham, ne Il malato immaginario di Molière e nel ruolo di Tonin soldato bergamasco in La Moscheta di Ruzante con Viola Pornaro.
Curò drammaturgia, regia e interpretazione dello spettacolo Il sole negli occhi, ricavato dalle lettere di Van Gogh al fratello Theo, con una lunga tournée tuttora in repliche in Italia e all'estero, ottenendo un enorme successo di critica e di pubblico. Con Giorgia Toso curò l'allestimento di La verità, prima di tutto sul caso Dreyfus. Presentò Poesie dai banchi di scuola (i migliori anni della nostra vita).
Esperto di teatro sacro, negli anni '90 fondò e diresse la Compagnia dell'Eremo curando l'organizzazione e le regie di manifestazioni legate al "sacro" a Bergamo, Brescia e a Varese al Sacro Monte e all'Eremo di Santa Caterina, nonché percorsi poetici su David Maria Turoldo, Clemente Rebora, Giovanni Testori, Mario Luzi, Octavio Paz, Vittorio Sereni, Antonia Pozzi, Papa Paolo VI, Madre Teresa di Calcutta.
Nel 2008 recitò nel cortometraggio Le talpe di Ludovico Bessegato.
Nel 2010 e nel 2011 al teatro greco di Siracusa ebbe il ruolo di Ulisse in Aiace e in Filottete di Sofocle; fu poi Socrate nelle Nuvole di Aristofane. Nella Quaresima del 2012 e del 2013 partecipò come voce recitante alle vie crucis che il cardinal Angelo Scola ha tenuto nel Duomo di Milano. Continuò ad animare la Compagnia dell'Eremo, mettendo in scena tra il 2012 e il 2013 Jacques Fesch. Transfiguratio malis, La scelta. Sette disegni con Nicolao della Flue ed Echi alpini. Canti e scritti delle penne nere, su drammaturgie di Sergio Di Benedetto.
Per alcuni anni collaborò con il Teatro del Cerchio di Parma, tenendo seminari per attori e curando diverse regie.
Nella stagione 2014-2015 recitò in Enrico IV di Pirandello, per la regia di Franco Branciaroli, nel ruolo di Dionisio Genoni. Costanzo Gatta, per il Corriere della sera, dà una valutazione di 9/10 alla sua performance.
Partecipò al doppiaggio di Olocausto film per la TV con Meryl Streep. Per la televisione sostituì le voci di diversi personaggi in serie televisive e in cartoni animati trasmessi da Mediaset.
È morto il 7 luglio 2023 all'età di 74 anni.

## Teatro
- 2014 - Sergio Di Benedetto - Lolek il grande. Alle radici di Giovanni Paolo II, regia di Antonio Zanoletti
- 2013 - Sergio Di Benedetto - La scelta. Sette disegni su Nicolao della Flue (Nicolao della Flue), regia di A. Zanoletti
- 2012 - Sergio Di Benedetto, Antonio Zanoletti - Echi alpini. Canti e scritti delle penne nere, regia di A. Zanoletti
- 2012 - Poesie sui banchi di scuola. I migliori anni della nostra vita, drammaturgia, interpretazione e regia di A. Zanoletti
- 2012 - Sergio Di Benedetto - Jacques Fesch. Transfiguratio malis, regia di A. Zanoletti
- 2011 - Aristofane - Le nuvole, (Socrate), regia di A. Maggi
- 2011 - Sofocle - Filottete, (Ulisse), regia di G. Borgia
- 2011 - Massimilano Kolbe numero 16670, drammaturgia e regia di A. Zanoletti
- 2010 - Sofocle - Aiace (Ulisse), regia di D. Salvo
- 2010 - Sergio Di Benedetto - Teresa di Calcutta. Il più bel commento al Vangelo, regia di A. Zanoletti
- 2010 - A. Cesbron - È mezzanotte dottor Schweitzer (padre Carlo), regia di F. Battistini
- 2009 - Sergio Di Benedetto, Antonio Zanoletti - Dialoghi su Paolo VI. Ciò che conta è amare, regia di A. Zanoletti
- 2008 - Schnitzler - La contessina Mizzi (principe Egon), regia W. Pagliaro
- 2008 - Ibsen - Spettri (pastore Manders), regia L. Loris
- 2007 - Van Gogh - Il sole negli occhi - lettere a Theo - monologo; drammaturgia, regia e interpretazione di A. Zanoletti
- 2007 - Sofocle -  le Trachinie (Eracle), regia W. Pagliaro
- 2007 - Euripide - Eracle (il Corifeo), regia L. De Fusco
- 2006 - Ibsen - La donna del mare (dott.Wangel), regia M. Avogadro
- 2005 - Euripide - Le Baccanti (Tiresia), regia L. Ronconi
- 2005 - Ford - Peccato che fosse puttana (frate Bonaventura), regia L. Ronconi
- 2002 - Ruzante - La Moscheta (Tonin, soldato bergamasco), regia C. Longhi
- 2001 - Nabokov - Lolita (dott. Ray), regia L. Ronconi
- 2000 - Molière - Il malato immaginario (Beraldo), regia L. Puggelli
- 1999 - William Shakespeare - Riccardi III (Buckingham), regia A. Calenda
- 1998 - Bernanos - Diario di un curato di campagna (il curato), regia F. Battistini
- 1997 - Euripide - Medea (Creonte), regia L. Ronconi
- 1996 - Gadda - Quer pasticciaccio brutto de via Merulana (lo Sgranfia), regia L. Ronconi
- 1994 - Weil - Venezia salva (Bassio), regia L. Ronconi
- 1993 - Brecht - Madre Coraggio e i suoi figli (il cuoco Lamb), regia A. Calenda
- 1986 - Machiavelli - Clizia (Pirro), regia A. Bianchini
- 1983 - Steinbeck - Uomini e topi (Nico), regia L. Barbareschi
- 1979 - Bertolazzi - El nost Milan (el Rico), regia G. Strehler

## Doppiaggio
- Michael Moriarty in Olocausto
- Marco Bellavia in Licia dolce Licia e Balliamo e cantiamo con Licia